# Mount Loka
Mount Loka – drugi co do wysokości szczyt wyspy Uvea i zarazem archipelagu Wallis należących do Wallis i Futuny. Wznosi się na wysokość 131 m n.p.m. Góra stanowi zachodnie obrzeżenie niewielkiej kaldery, w której dnie położona jest miejscowość Lano i jezioro Alofivai.